# Verkeerslawaai
Verkeerslawaai is de ondervonden geluidshinder die veroorzaakt wordt door verkeer. 

## Oorzaken
Oorzaken voor het ontstaan van verkeerslawaai kunnen zijn:
- Het geraas van de banden van de auto.
- Het geluid dat de motor van een voertuig levert. Vooral heel zware motorfietsen en tweetaktmotoren (denk aan het geluid van een bromfiets) veroorzaken veel lawaai. Het geluidsniveau hangt echter ook sterk af van de knaldemper in de uitlaat. Soms wordt opzettelijk een uitlaat gemonteerd die (veel) lawaai maakt.
- Het geluid dat wordt veroorzaakt door de wrijving van de wind. Dit geluid is met name bij hoge snelheden hinderlijk.

## Wetgeving
In Nederland moet het verkeerslawaai voldoen aan de eisen van de Wet geluidhinder.

## Maatregelen
Bij bebouwing langs de weg wordt verkeerslawaai wel bestreden met een geluidsscherm en stille wegdekken zoals Zeer Open Asfaltbeton (ZOAB), waarmee vooral bandengeruis wordt verminderd.